# Старобобрицька сільська рада
Старобобрицька сільська рада — колишня адміністративно-територіальна одиниця та орган місцевого самоврядування у Фасівському і Володарсько-Волинському (Володарському) районах Коростенської й Волинської округ, Київської та Житомирської областей Української РСР з адміністративним центром у селі Старий Бобрик.

## Населені пункти
Сільській раді на час ліквідації були підпорядковані населені пункти:
- с. Старий Бобрик;
- с. Хичів.

## Населення
У 1926 році чисельність населення сільської ради становила 896 осіб.
Кількість населення ради, станом на 1931 рік, становила 709 осіб.

## Історія та адміністративний устрій
Створена 30 жовтня 1924 року, відповідно до рішення Волинської ГАТК (протокол № 11/6 «Про виділення та організацію національних сільрад»), в складі с. Старий Бобрик та колонії Хичів Ісаківської й Фасівської сільських рад Фасівського району Коростенської округи. 23 вересня 1925 року передана до складу Володарського (згодом — Володарсько-Волинський) району Волинської округи. 28 вересня 1925 року затверджена як польська сільська рада.
Станом на 1 вересня 1946 року сільська рада входила до складу Володарсько-Волинського району Житомирської області, на обліку в раді перебували с. Старий Бобрик та хутір Хичів.
Ліквідована 11 серпня 1954 року, відповідно до указу Президії Верховної Ради Української РСР «Про укрупнення сільських рад по Житомирській області», в зв'язку з об'єднанням з Гацьківською та Руднє-Гацьківською сільськими радами у Ягодинську сільську раду Володарсько-Волинського району Житомирської області.